# Aït Mahmoud
Aït Mahmoud é uma cidade e comuna localizada na província de Tizi Ouzou, no norte da Argélia. Em 2008, sua população era de 7 699 habitantes.